# Епитафи Радосављевићима на гробљу Рајковача у Ртарима
Епитафи Радосављевићима на гробљу Рајковача у Ртарима представљају вредна епиграфска и фамилијарна сведочанства преписана са старих надгробних споменика у доњодрагачевском селу Ртари, Oпштина Лучани.
Радосављевићи су у Ртаре дошли из Урсула код Сјенице у време Првог српског устанка. Један род су са Радосављевићима из Врана код Ариља. По истој линији, од Миловановог сина Стојана потичу ртарски Стојановићи. Сви славе Лучиндан.
Радосављевићи су у Ртаре дотерали велико стадо стоке. Чибучки тефтер из 1822. године сведочи да су по овоме били једна од најбогатијих досељеничких породица у Ртарима.
Родоначелник фамилије, Милован, имао је пет синова: Стојана, Петра, Микаила, Стевана и Тодора (Тошу). Данашњи Радосављевићи потомци су трећег Миловановог сина, Микаила. Дуго су носили су презиме Раосављевић, које је модификовано у Радосављевић у другој половини 19. века.
Микаило је са супругом Станом имао синове Рајицу, Павла, Леонтија и Владимира. Радосављевића фамилија грана се од Рајичиних и Леонтијевих потомака.
Најмлађи Милованов син Тодор био је 1828. године у служби војних обвезника при срезу драгачевском, под командом Милована Недељковића, начелника среза.
Данас Радосављевића има у Ртарима, Београду, Јездини, Кулиновцима и Чачку. Славе Лучиндан.
Споменик Јовану Радосављевићу (†1846)
Ов. Почива
ИОВАН Раосављевић
поживи 60 г
поч. 1846-е
оваи би(лег)
удариму
Раица унук его
Споменик Микаилу Радосављевићу (†1851)
Оваи биљез
ударио Раица
отцу своему
МИКАИЛУ
Раосављевићу
из села Ртара
кои Поживи 55 год
а умре 13 Се(птем) 1851:
Написао Радосав Чикриз
из села Ртиу
Споменик Стојану Радосављевићу (†1862)
Овде почива ра божи
СТОЈАН Раосављевић из Ртара
пож 79 г умро
18 октоб 1862 г
Споменик трогодишњем сину Неша Радосављевића (†1893)
Младенац жалосни син
Милеве и Неша Раосављевића
умро од 3 године
9 октобра 1893 год.
Споменик Неши Радосављевићу (†1893)
Овде почивају земни остатци
НЕША Раосављевића
кои поживи 33 год.
а престави се у вечност
3 марта 1893 г.
и остави у наследство
малолетну ћерку Милеву
и супругу Миљку
које му овај Спомен подижу
Споменик дечаку Ристи Радосављевићу (†18??)
РИСТА
раосављевић
поживи 9.г.
Споменик младићу Николи Радосављевићу (†1868)
1868 г.
Млад НИКОЛА
син Петра радосављевића
поживи 18 г.
умре (даље нечитко)
Споменик војнику Алекси Радосављевићу (†1877)
ИСЈ ХРИ
Србине мили мој роде
ти застани мало овде
очекај
те овај споменик прочитај
он показује дичног србина
АЛЕКСУ Радосављевића из овог села Ртара
краброга војника
прве класе четврте чете трнавскога баталиона
поживи 29 година
а погибе на Сомакову 1877. г.
када је књаз Милан Обреновић
ратовао са турцима.
Овај споменик подиже му
његов благодарни син Величко
и верна супруга Круна
Споменик Рајци Радосављевићу (†1891)
Овде почива раб божи
РАИЦА Раосављевић из Ртара
поживи 72 г.
умре 15 августа 1891 г.
спомен подиже му син Светозар
Са десне стране
БОГИЋ
син Светозара Раосављевића
умро 1988.
Споменик Светозару (†1915) и Богићу (†1937) Радосављевићу 
Овде почива тело пок
СВЕТОЗАРА Радосављевића из Ртара
који часно поживи 49 год
а умро 1915: г. у априлу.
БОГИЋ Радосављевић
рођен 1907 маја
умро 1937 марта у чачанској болници
и сахрањен у чачанском гробљу
Овај спомен подиже оцу и брату
Веселин Војин Стојка-Богићу
синовци Љубо Радмило и сна Љубинка
Споменик Круна Радосављевић (†1916)
Овде почива раба божија
КРУНА
жена Алексе Радосављевића из Ртара
Поживи 60 г.
А престави се у вечност 27 маја 1916 г.
Бог да је прости
Спомен јој подиже син Величко
Споменик Павлу Радосављевићу (†19??)
Овде почива
ПАВЛЕ Радосављевић из Ртара
поживи .... (оштећено)
Спомен подиже Величко
Божидар Милован и сна Будимирка
Споменик Василији Радосављевић (†1934)
Пред овим спомеником
сахрањене су кости и тело добре раднице
ВАСИЛИЈЕ
жене Величка Радосављевића из Ртара
часно поживи 65 г
А престави се у вечност 4 априла 1934 г
Спомен подиже њен син Милован
Споменик младићу Александру Радосављевићу (†19??)
АЛЕКСАНДАР Радосављевић
пож. 18 г
Споменик девојци Радојки Радосављевић (†1950)
Радосављевић РАДОЈКА
1925-1950
несрећно усмрћена
Спомен подижу мајка Будимирка
брат Бане сестре Мара, Јула и Воја
Споменик Јовану Радосављевићу (†1955)
Овде почива раб божи
ВЕЛИЧКО Радосављевић из Ртара
рођен 26-IХ-1872 г.
а учестовао у рату 1912 до 1915 год.
Умро 7 априла 1955.
Овај спомен подигоше му син Милован
сна Будимирка и унук Братислав